# Vida Samadzai
Vida Samadzai (sinh ngày 22 tháng 2 năm 1978) là một diễn viên, người mẫu và nữ hoàng sắc đẹp. Cô từng tham gia show truyền hình nổi tiếng Bigg Boss vào năm 2011.